# Resolució 1013 del Consell de Seguretat de les Nacions Unides
La Resolució 1013 del Consell de Seguretat de les Nacions Unides fou adoptada per unanimitat el 7 de setembre de 1995. Després de recordar les resolucions 918 (1994),
997 (1995), 1005 (1995) i 1011 (1995) sobre la situació a Ruanda, va establir una comissió internacional d'investigació que fa als fluxos d'armes a les forces de l'anterior govern de Ruanda a la regió dels Grans Llacs d'Àfrica.
Zaire (actualment República Democràtica del Congo) havia proposat una comissió internacional per investigar el subministrament d'armes a les forces de l'antic govern de Ruanda. El Consell va reconèixer la influència desestabilitzadora que això tenia a la regió i que podria ser previnguda per un esforç de cooperació de tots els governs. Es va tornar a expressar la preocupació per les violacions de l'embargament d'armes contra Ruanda.
Llavors el Secretari General Boutros Boutros-Ghali va ser autoritzat a establir la comissió d'investigació amb el mandat següent:
(a) investigar el subministrament d'armes a les forces de l'antic govern de Ruanda a la regió dels Grans Llacs en violació de l'embargament;
(b) investigar les denúncies de que aquestes forces rebien formació per desestabilitzar Ruanda;
(c) identificar les parts que estan proporcionant les armes;
(d) recomanar mesures que posin fi al flux il·legal d'armes a la subregió.
La comissió constaria de cinc a deu experts jurídics, militars i policials imparcials i respectables. Es demana a tots els països i organitzacions que proporcionin informació relativa al mandat de la comissió a la comissió d'investigació. En el termini de tres mesos, el Secretari General hauria d'informar sobre les decisions de la comissió i les seves recomanacions.
Es va demanar a tots els països en què la comissió estaria activa:
(a) adoptar mesures perquè la comissió pugui treballar lliurement i de manera segura;
(b) proporcionar tota la informació sol·licitada per la comissió;
(c) permetre l'accés a qualsevol lloc, inclosos els punts fronterers, els aeroports i els campaments de refugiats;
(d) adoptar mesures per garantir la llibertat de testimonis i experts i garantir la seguretat dels seus membres;
(e) permetre llibertat de moviment als membres de la comissió perquè puguin entrevistar lliurement;
(f) atorga privilegis i immunitats rellevants als seus membres d'acord amb la Convenció sobre els privilegis i immunitats de les Nacions Unides.
Finalment, es va demanar als Estats membres que proporcionessin fons que permetessin a la comissió exercir el seu mandat.